# William Dean Martin
William Dean Martin, noto come Billy Martin (Annapolis, 15 giugno 1981), è un chitarrista statunitense, componente della band pop punk Good Charlotte.

## Biografia
Entrato nella band nel 1998 egli ha anche collaborato con la band nella scrittura di alcune canzoni come Where Would We Be Now, Mountain e Ghost of You. All'interno della band svolge anche il ruolo di tastierista.
Il primo marzo 2008 ha sposato la sua fidanzata da otto anni Linzi. La data di matrimonio coincide con la data dell'inizio della loro storia, il primo marzo 2000. Il 26 gennaio  2009 all'ospedale di Pasadena è nato il loro primogenito chiamato Dreavyn Kingsley Martin.
Martin è vegetariano (ha convinto a seguire questo stile di vita anche altri componenti della band come il cantante Joel Madden ed il chitarrista Benji Madden) ed è attivo per l'organizzazione statunitense per i diritti degli animali (PETA).
Ha dichiarato che i suoi modelli musicali sono: Silverchair, Nine Inch Nails, Michael Jackson, Depeche Mode, 23 The End, Incubus e Deftones.